# Harald Nettli
Harald Nettli (* 14. Dezember 1942) ist ein norwegischer Badmintonspieler.

## Karriere
Harald Nettli gewann nach fünf Siegen bei den Junioren 1960 seinen ersten nationalen Titel bei den norwegischen Meisterschaften der Erwachsenen. Achtzehn weitere Titelgewinne folgten bis 1975.

## Sportliche Erfolge
| Saison | Veranstaltung                                | Disziplin    | Platz | Name                                  |
| ------ | -------------------------------------------- | ------------ | ----- | ------------------------------------- |
| 1958   | Norwegen: Einzelmeisterschaften der Junioren | Mixed        | 1     | Harald Nettli / Vera Sjolshagen       |
| 1958   | Norwegen: Einzelmeisterschaften der Junioren | Herrendoppel | 1     | Harald Nettli / Jan Holtnæs           |
| 1959   | Norwegen: Einzelmeisterschaften der Junioren | Mixed        | 1     | Harald Nettli / Vera Sjolshagen       |
| 1960   | Norwegen: Einzelmeisterschaften der Junioren | Herreneinzel | 1     | Harald Nettli                         |
| 1960   | Norwegen: Einzelmeisterschaften der Junioren | Herrendoppel | 1     | Harald Nettli / Finn Mellbye          |
| 1960   | Norwegen: Einzelmeisterschaften der Junioren | Mixed        | 1     | Harald Nettli / Vera Sjolshagen       |
| 1960   | Norwegen: Einzelmeisterschaften              | Herrendoppel | 1     | Hans Sperre / Harald Nettli           |
| 1961   | Norwegen: Einzelmeisterschaften              | Herrendoppel | 1     | Harald Nettli / Per Corneliussen      |
| 1962   | Norwegen: Einzelmeisterschaften              | Herrendoppel | 1     | Harald Nettli / Per Corneliussen      |
| 1963   | Norwegen: Einzelmeisterschaften              | Herrendoppel | 1     | Harald Nettli / Per Corneliussen      |
| 1964   | Norwegen: Einzelmeisterschaften              | Herreneinzel | 1     | Harald Nettli                         |
| 1965   | Norwegen: Einzelmeisterschaften              | Herreneinzel | 1     | Harald Nettli                         |
| 1965   | Norwegen: Einzelmeisterschaften              | Herrendoppel | 1     | Harald Nettli / Hans Sperre           |
| 1966   | Norwegen: Einzelmeisterschaften              | Herrendoppel | 1     | Harald Nettli / Hans Sperre           |
| 1966   | Norwegen: Einzelmeisterschaften              | Mixed        | 1     | Harald Nettli / Berit Hagtveld        |
| 1967   | Norwegen: Einzelmeisterschaften              | Mixed        | 1     | Harald Nettli / Berit Hagtveld        |
| 1967   | Norwegen: Einzelmeisterschaften              | Herrendoppel | 1     | Harald Nettli / Hans Sperre           |
| 1968   | Norwegen: Einzelmeisterschaften              | Herrendoppel | 1     | Harald Nettli / Hans Sperre           |
| 1969   | Norwegen: Einzelmeisterschaften              | Mixed        | 1     | Harald Nettli / Elisabeth Eide        |
| 1970   | Norwegen: Einzelmeisterschaften              | Herreneinzel | 1     | Harrald Nettli                        |
| 1970   | Norwegen: Einzelmeisterschaften              | Herrendoppel | 1     | Harald Nettli / Knut Engebretsen      |
| 1971   | Norwegen: Einzelmeisterschaften              | Mixed        | 1     | Harald Nettli / Elisabeth Sommerfeldt |
| 1973   | Norwegen: Einzelmeisterschaften              | Herrendoppel | 1     | Harald Nettli / Hans Sperre           |
| 1974   | Norwegen: Einzelmeisterschaften              | Mixed        | 1     | Harald Nettli / Elisabeth Sommerfeldt |
| 1975   | Norwegen: Einzelmeisterschaften              | Mixed        | 1     | Harald Nettli / Else Thoresen         |